# Impigno
Impigno ist eine Weißweinsorte, die in der italienischen Weinbau-Region Apulien kultiviert wird. Der Name Impigno bedeutet übersetzt Faulpelz und war um 1900 ein gebräuchlicher Spottname für Bauern. Es heißt jedoch, dass die Rebsorte diesen Namen erhielt, da ein Bauer namens Impigno aus Ostuni diese Sorte in die Appellation Martina Franca einführte. Erstmals beschrieben wurde sie durch die Ampelographen Gaudio und Giusto.
Die Rebsorte wächst vorrangig in den Hügellagen nördlich von Brindisi. Hauptanbauflächen findet man bei Ostuni. Dort findet der Weißwein Eingang in den DOC-Wein Ostuni Bianco. Der Wein der spätreifenden Sorte wird zumeist mit anderen Sorten wie Francavidda aber auch Verdeca oder Bianco d’Alessano verschnitten.
Siehe auch die Artikel Ostuni (Weinsorte), Weinbau in Italien sowie die Liste von Rebsorten.
- Synonyme: nicht bekannt
- Abstammung: autochthone Sorte in Apulien

## Ampelographische Sortenmerkmale
In der Ampelographie wird der Habitus folgendermaßen beschrieben:
- Die Triebspitze ist offen. Sie ist wollig behaart, hellgrün mit leicht karminrotem Anflug gefärbt. Die hellgrünen Jungblätter sind leicht wollig behaart, hellgrün und mit bronzefarbenem Rand versehen.
- Die mittelgroßen, fast fünfeckigen Blätter sind fünflappig und tief gebuchtet (siehe auch den Artikel Blattform). Die Stielbucht ist geschlossen. Das Blatt ist stumpf gezahnt. Die Zähne sind im Vergleich mit anderen Rebsorten eng gesetzt.
- Die walzenförmige Traube ist mittelgroß, manchmal geflügelt und dichtbeerig. Die länglichen Beeren sind mittelgroß und von weiß-grünlicher Farbe.

Die Rebsorte reift ca. 30 Tage nach dem Gutedel und gehört damit zu den Rebsorten der mittleren dritten Reifungsperiode (siehe das Kapitel im Artikel Rebsorte). Sie gilt somit als spät reifend.
Impigno ist eine Varietät der Edlen Weinrebe (Vitis vinifera).